# Halone farinosa
Halone farinosa là một loài bướm đêm thuộc phân họ Arctiinae, họ Erebidae.